# ريتشارد ويلكينز (لاعب كرة قدم)
ريتشارد ويلكينز (بالإنجليزية: Richard Wilkins)‏ هو مدرب كرة قدم ولاعب كرة قدم بريطاني، ولد في 28 مايو 1965 في لامبث ‏ في المملكة المتحدة. لعب مع كامبريدج يونايتد وكولتشستر يونايتد ونادي هيرفورد.